# Paul A. Löfgren

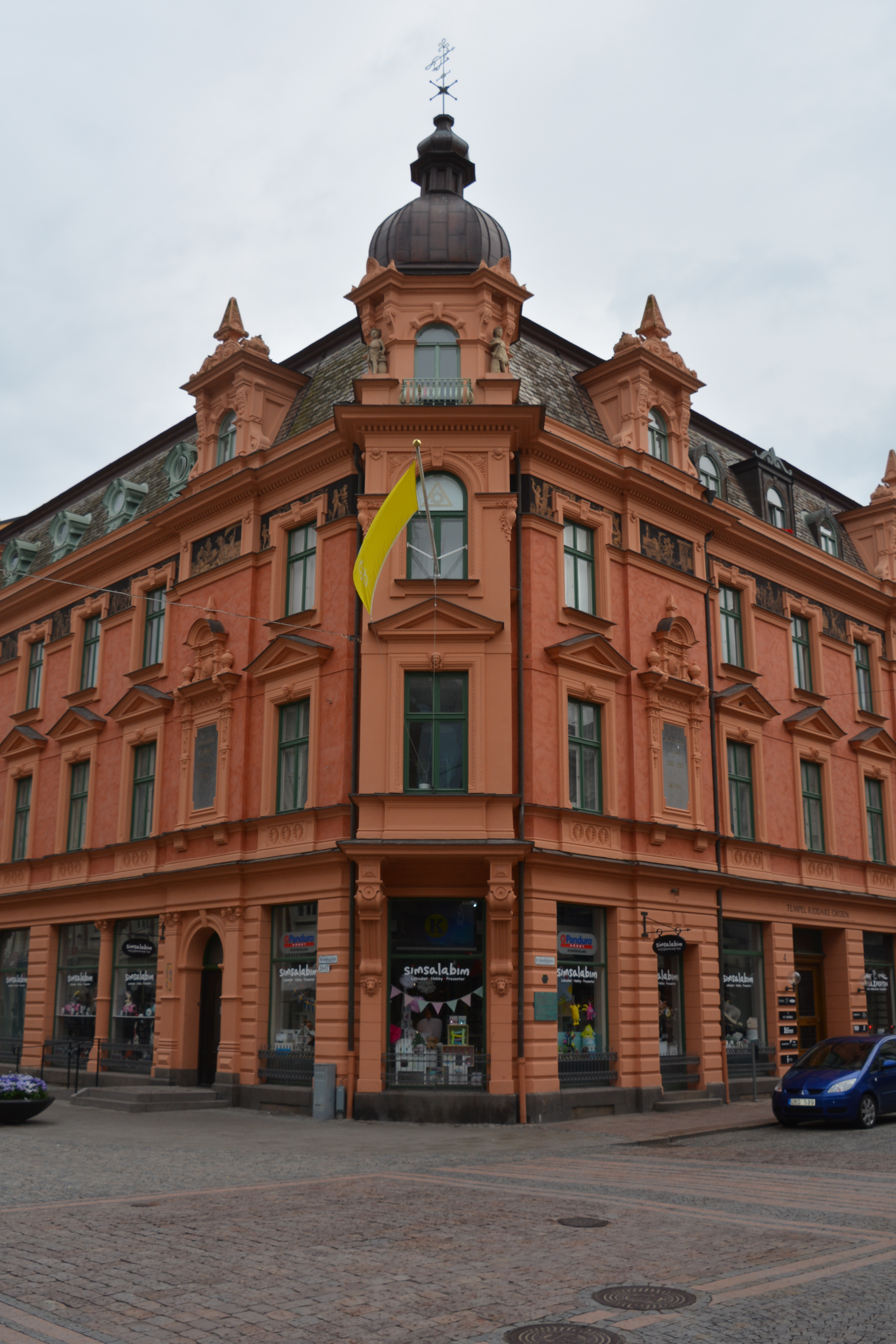
Hubendickska_huset i Karlskrona.

Paul August Löfgren, född 1861 i Åhus, död 25 februari 1919 i Stockholm, var en svensk arkitekt.
Paul A. Löfgren bedrev en arkitektbyrå i Karlskrona tillsammans med Gustaf Paulson. År 1892 flyttade de verksamheten till Norrköping.
Omkring 1900 flyttade Löfgren till Stockholm, där han samarbetade med Ernst Otterström och på 1910-talet drev arkitektfirman Löfgren & Otterström tillsammans med honom.

## Verk i urval
- Hubendickska huset, Ronnebygatan 31/Norra Smedjegatan 4 i Karlskrona, 1888–1889 (tillsammans med Gustaf Paulson)
- Stadshotellet, Karlskrona, omkring 1889 (tillsammans med Gustaf Paulson)
- Gamla rådhuset i Ronneby, 1890 (tillsammans med Gustaf Paulson)
- Asklundska villan, Hamngatan, Hamngatan i Linköping, 1893-1894 (tillsammans med Gustaf Paulson)
- Lawskihuset, Drottninggatan 2, Norrköping, 1897 (tillsammans med Gustaf Paulson)
- Pihlska skolan, Norra Promenaden, Norrköping, 1902 ((tillsammans med Gustaf Paulson)
- Kvarteret Slottet, Råsunda, Solna, 1911-1912 (tillsammans med Ernst Otterström)
- Oxeln 1, Råsundavägen 129/Förrådsgatan 6 i Råsunda, Solna, 1911 (tillsammans med Ernst Otterström)
- Oxeln 6, Fryxellsgatan 4/Kungstensgatan 5 i Stockholm, 1912-1913 (tillsammans med Ernst Otterström)

## Bildgalleri

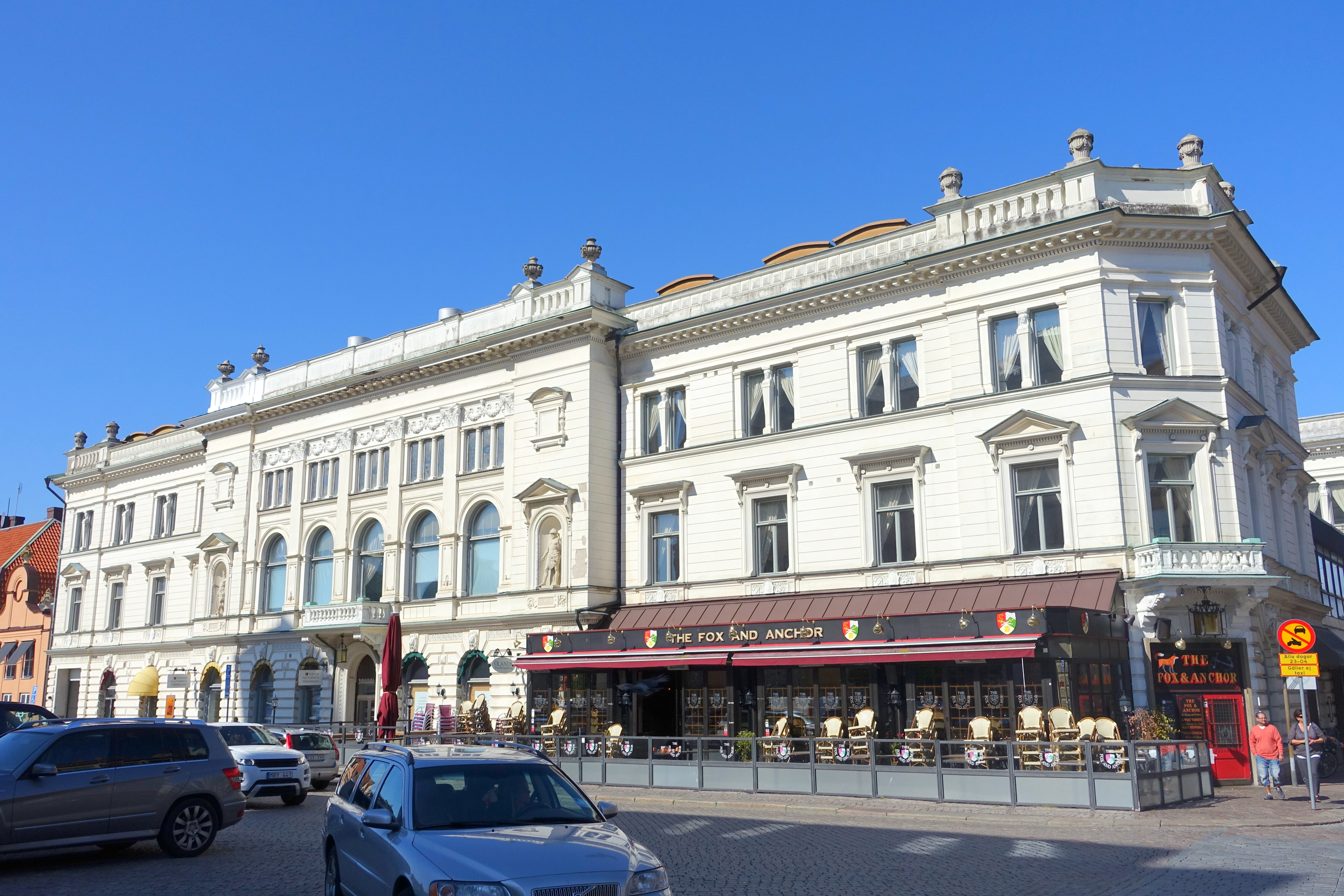
Stadshotellet i Karlskrona
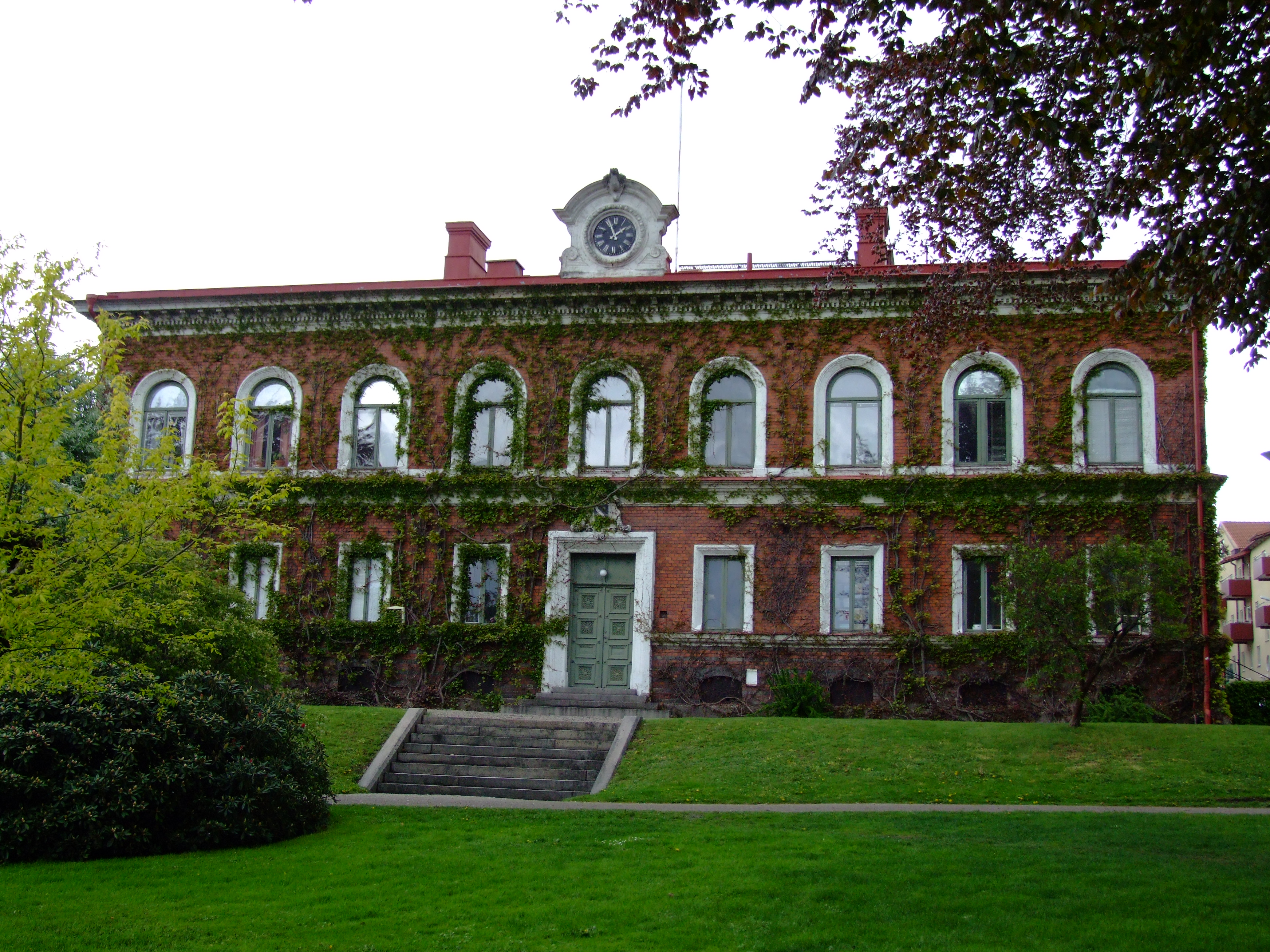
Gamla rådhuset, Ronneby
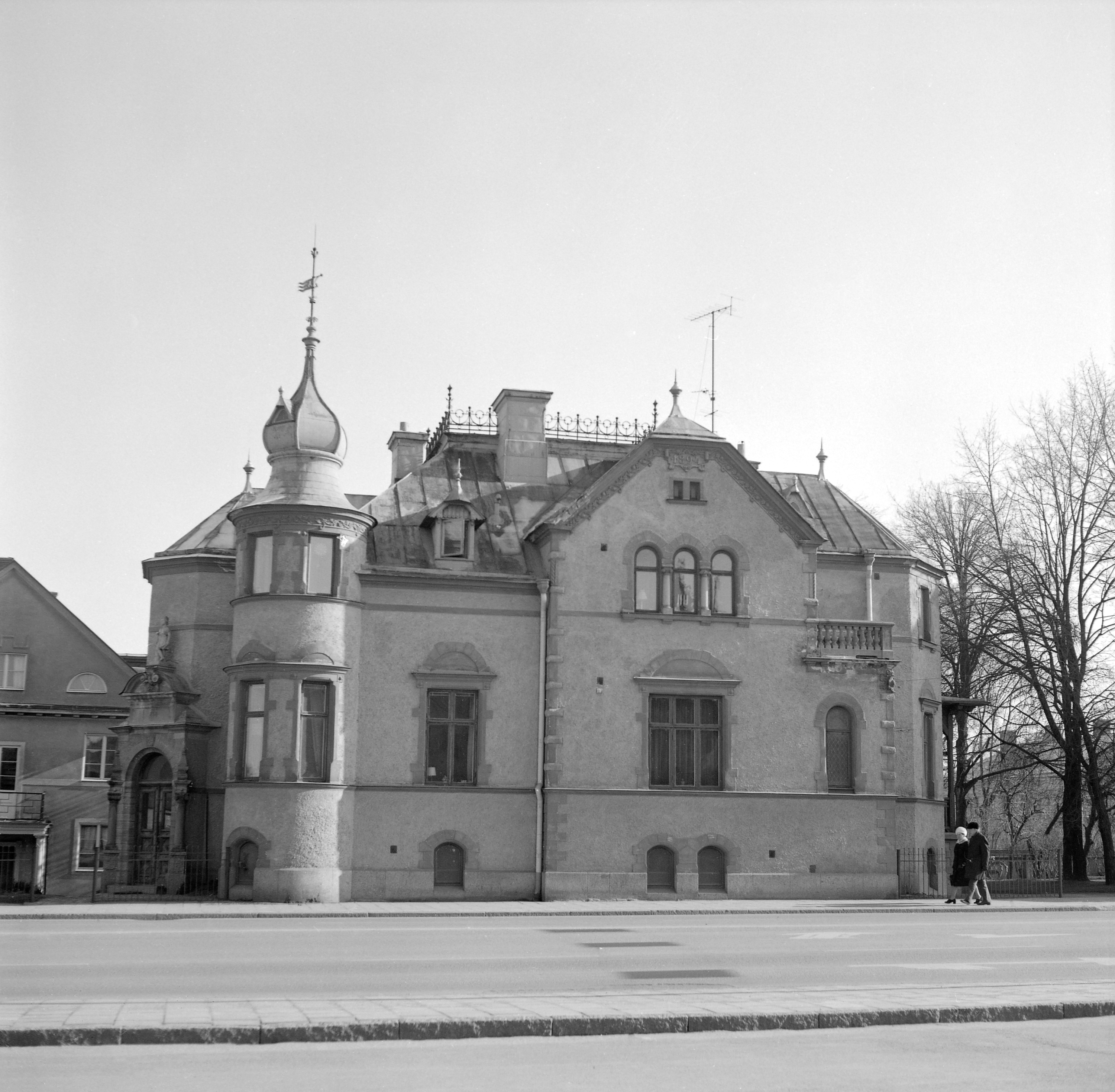
Asklundska villan, Linköping
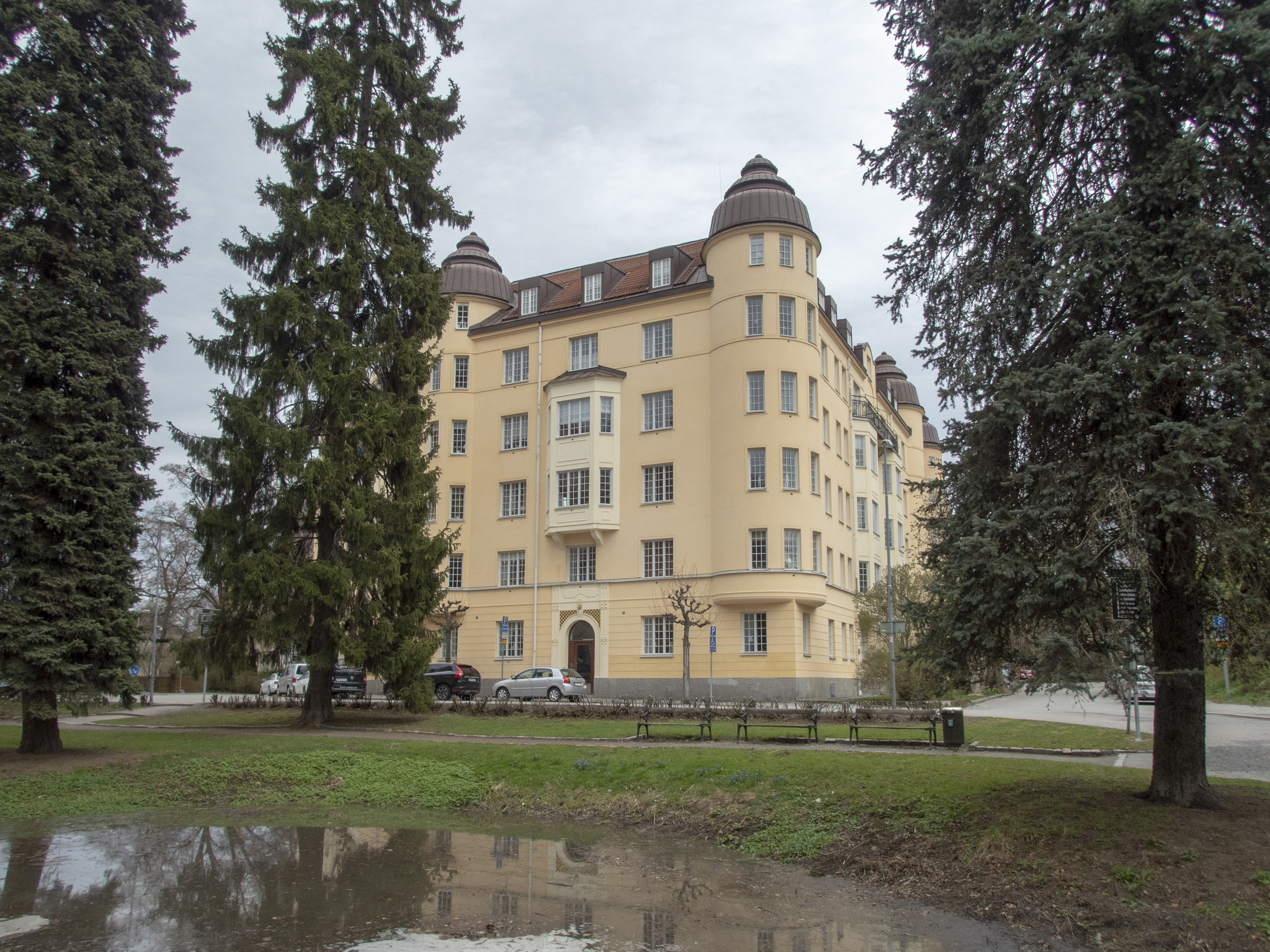
Kvarteret Slottet, Råsunda, sett från Solparken
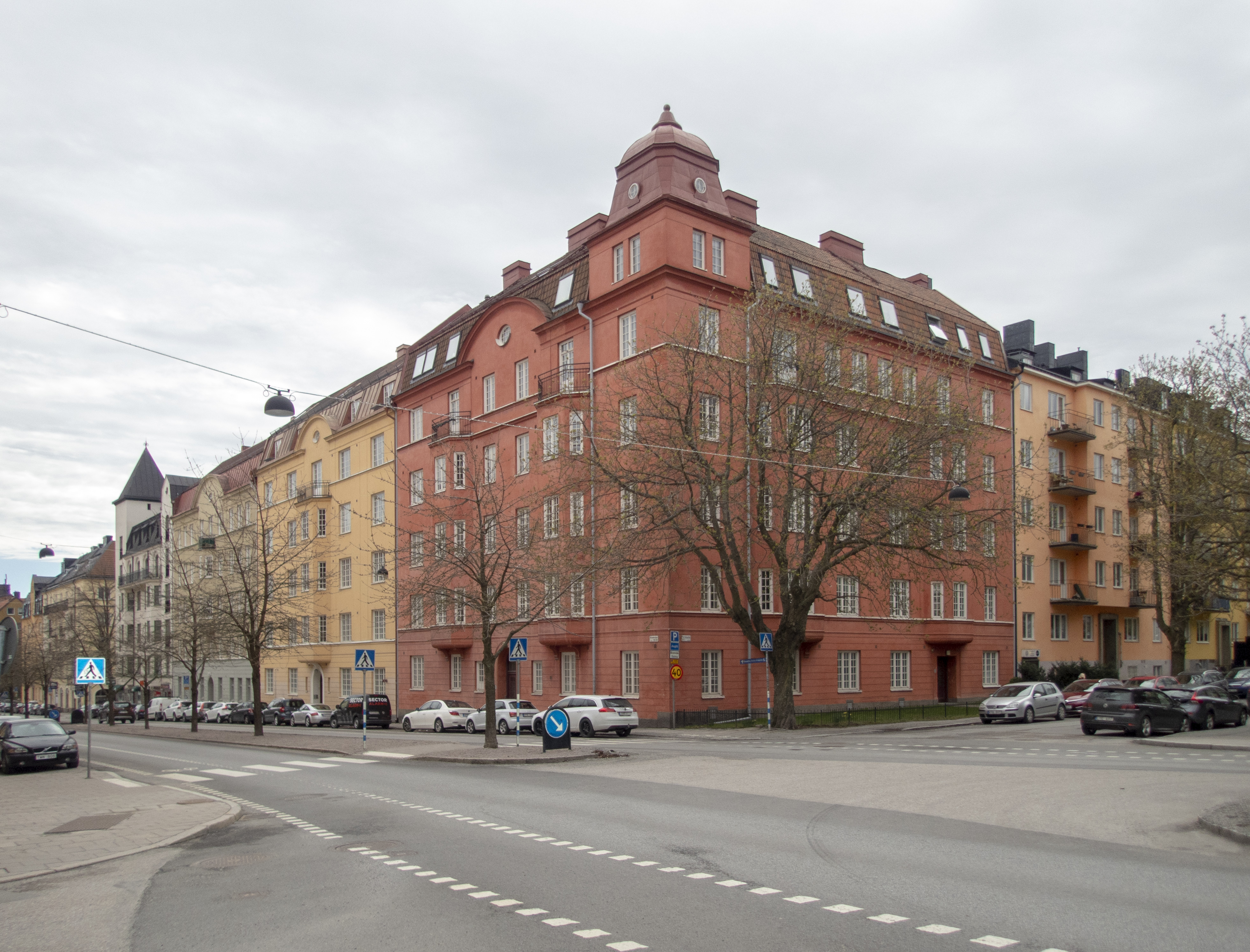
Oxeln 1, Råsunda
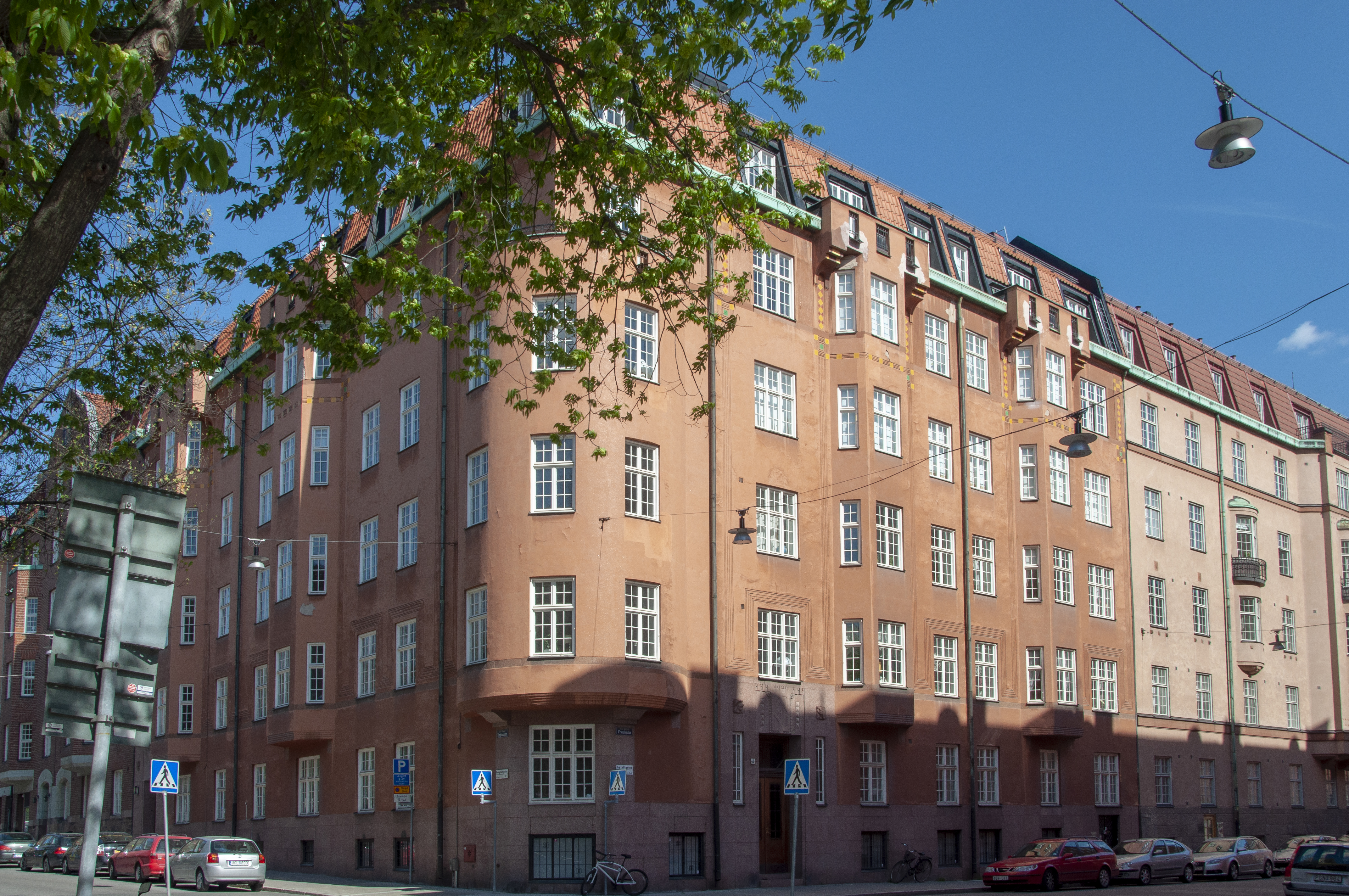
Oxeln 6, Stockholm